# Dimityr Stanczow
Dimityr Janew Stanczow, bułg. Димитър Станчов (ur. 9 maja 1863 w Swisztowie, zm. 23 marca 1940 w Sofii) – bułgarski prawnik, dyplomata i polityk, w 1907 premier rządu bułgarskiego.

## Życiorys
Pochodził z rodziny bułgarskich kupców, którzy w XVIII wieku przenieśli się z Albanii do Swisztowa. W 1886 ukończył studia prawnicze na Uniwersytecie Wiedeńskim. W 1889 objął funkcję naczelnika tajnej kancelarii księcia Ferdynanda I. W 1895 rozpoczął karierę dyplomatyczną, reprezentując księcia w Bukareszcie i w Wiedniu. W latach 1897–1906 pełnił funkcję ministra pełnomocnego w Petersburgu.
W 1906 objął tekę ministra spraw wewnętrznych, którą w 1907 połączył z urzędem premiera. W 1908 powrócił do pracy w dyplomacji, reprezentując Bułgarię w Wielkiej Brytanii, Francji, Belgii i we Włoszech. W latach 1920–1924 pełnił funkcję ministra pełnomocnego w Londynie. Po 1924 wycofał się z aktywnego życia politycznego, sprzeciwiając się polityce rządu Cankowa. W latach 1925–1929 był prezydentem Bułgarskiego Komitetu Olimpijskiego.
W życiu prywatnym był żonaty (w 1889 poślubił damę dworu królowej Marii Luizy – Annę de Grenaud), miał pięcioro dzieci. Jego córka Nadieżda Stanczow-Muir była pierwszą kobietą w gronie bułgarskich dyplomatów.